# Udruga Pomak
Udruga za promicanje dobrog upravljanja i rada Pomak jest hrvatska udruga koja pomaže zviždačima, a osnovana je u siječnju 2022. godine u Kutini. Osnovali su je zviždači Viktor Šimunić, Josip Vitez i Adrijana Cvrtila čije su priče tijekom 2021. godine u više navrata privukle pozornost hrvatskih tiskovnih i elektroničkih medija.
Zbog vlastita iskustva osnovali su udrugu Pomak kojoj je glavni cilj pomoći svim budućim prijaviteljima nepravilnosti i nezakonitosti tako da im Udruga pruži sve što je ključno za zaštitu egzistencije zviždača koja je ugrožena nakon što im je otkazom onemogućeno stjecanje sredstava za život: psihološka podrška, pravno savjetovanje i pravno zastupanje.
Udruga Pomak također ima za cilj bitno unapređenje položaja prijavitelja nepravilnosti bez straha da će ih se u njihovim sredinama stigmatizirati ili da će izgubiti posao. Također želi pridonijeti promjeni mentalne paradigme i stvaranju društva u kojem su ključne vrijednosti solidarnost, empatija, poštenje, pravda i opće dobro te suštinski poboljšati položaj prijavitelja nepravilnosti i nezakonitosti s obzirom na to da je riječ o osobama koje se često surovo i nezakonito kažnjavaju.

## Ustroj i djelovanje

### Ciljevi
Udruga za promicanje dobrog upravljanja i rada „POMAK“ usmjerena je:
- promicanju dobrog upravljanja i rada s naglaskom na borbu protiv korupcije,
- promicanju i zaštita ljudskih prava,
- iniciranju izmjena i dopuna zakonskih okvira kojim se reguliraju prava prijavitelja nepravilnosti te kojima se utječe na smanjenju mogućnost koruptivnog ponašanja,
- unaprjeđivanju kvalitete života pojedinaca, obitelji i zajednica promicanjem, unaprjeđenjem i razvojem demokratske kulture,
- promicanju načela vladavine prava i dobrog upravljanja,
- promicanju svih segmenata održivog razvoja gradova, općina, županija i regija uopće,
- promicanju načela i strategija Europske unije, suradnje, dijeljenja dobre prakse i zajedništva,
- razvijanju usluge za mlade koja doprinosi njihovom osobnom i društvenom razvoju,
- mjerama i programima namijenjenim sprječavanju, prepoznavanju i rješavanju poteškoća pojedinaca,
- provođenju projekata i programa i operacija koji su od interesa za opće dobro u Republici Hrvatskoj.

### Osnivači
- Adrijana Cvrtila
- Viktor Šimunić
- Josip Vitez

## Galerija
- N. Ružić, J. Vitez, A. Cvrtila, V. Šimunić, M. Đerek na predstavljanju udruge Pomak
- Članovi udruge Pomak, Novinarski dom, Zagreb, 20. 2. 2022
- Tribina udruge Pomak, Bird Incubator, Zagreb, 9. 12. 2022.
- Tribina udruge Pomak - govornici, Bird Incubator, Zagreb, 9. 12. 2022.

## Vanjske poveznice
- Službena web-stranica
- YouTube profil
- Facebook profil,